# Ansan (Kína)
Ansan (egyszerűsített kínai írással: 鞍山, pinjin: Ānshān) prefektúra szintű város Kínában, Liaoning tartományban. Lakosainak száma 3 325 372 fő (2020).

## Népesség
| 2010 | 3 645 884 |
| 2020 | 3 325 372 |

## Testvérvárosok
- Bursa
- Birmingham
- Holon
- Sheffield
- Clermont-Ferrand